# فارست گودلاک
فارست گودلاک (انگلیسی: Forrest Goodluck؛ زادهٔ ۶ اوت ۱۹۹۸) بازیگر اهل ایالات متحده آمریکا است.
از فیلم‌ها یا برنامه‌های تلویزیونی که وی در آن نقش داشته‌است می‌توان به بازگشته، آموزش اشتباه کامرون پست و چری اشاره کرد.

## فیلم‌شناسی
| سال  | نام فیلم                       | نقش          | نکته              |
| ---- | ------------------------------ | ------------ | ----------------- |
| ۲۰۱۵ | بازگشته                        | هاوک         |                   |
| ۲۰۱۸ | آموزش اشتباه کامرون پست        | آدام رِد ایگل |                   |
| ۲۰۱۹ | کوانتوم خون                    | جوزف         | [ ۳ ]             |
| ۲۰۲۰ | قبلا به اینجا می‌رفتم           |              | [ ۴ ]             |
| ۲۰۲۱ | چری                            | جیمز لایتفوت |                   |
| ۲۰۲۲ | چگونه یک خط لوله را منفجر کنیم | مایکل        | مدیر اجرایی تولید |